# Władimir Kajzer
Władimir Giermanowicz Kajzer (ros. Владимир Германович Кайзер) – szermierz, szpadzista i florecista reprezentujący Rosję, uczestnik igrzysk w Sztokholmie w 1912 roku, gdzie wystartował w indywidualnym turnieju florecistów oraz w indywidualnym i drużynowym turnieju szpadzistów.